# Regina Dalcastagnè
Regina Dalcastagnè, född 1967 i Duque de Caxias, är en brasiliansk kulturforskare, författare och litteraturkritiker. Hon är adjunkt  i brasiliansk litteratur vid Universitetet i Brasília. I sin forskning har hon uppmärksammats för att ha lyft fram de sociala olikheteterna inom landets litteratur.

## Biografi

### Bakgrund och första böcker
Dalcastagnè läste journalistik vid Universidade Federal de Santa Catarina fram till 1988. Fem år senare tog hon magisterexamen vid Universidade de Brasília, och 1997 doktorerade hon i litteraturteori och litteraturhistoria vid Universidade Estadual de Campinas. Vid universitet i Brasília, där Dalcastagnè numera är adjunkt, leder hon en studiegrupp i ämnet samtida brasiliansk litteratur.
Regina Dalcastagè har sedan 1996 givit ut ett tiotal böcker, oftast studier eller analyser av sentida litteratur. I debutboken O espaço da dor: o regime de 64 no romance brasileiro analyserade hon beskrivningarna av tortyr hos Renato Tapajós och e as iscensättningen av det auktoritära styret hos Josué Guimarães.

### Forskning om samtida litteratur
Dalcastagnè har uppmärksammats genom att hon lyft fram sociala olikheter inom den brasilianska litteraturen, bland annat i boken Literatura brasileira contemporânea: um território contestado ('Den samtida brasilianska litteraturen: ett omstritt territorium'). Där visas hur romanfigurerna i samtida brasiliansk litteratur i hög grad utgörs av den social eliten inom den brasilianska medelklassen, till stor del bestående av vita män med ett oklanderligt CV och bosatta i någon av delstaterna Rio de Janeiro eller São Paulo. Basen för bokens slutledningar var en genomgång av 258 brasilianska romaner publicerade mellan 1990 och 2004.

### Övrigt
Dalcastagnè är även redaktör för tidskriften Estudos de Literatura Brasileira Contemporânea.

## Källhänvisningar
1. ↑  "Tramóia : histórias de rendeiras". Stanford.edu. Läst 20 september 2014. (engelska)
2. 1 2  Luiz Rebinski Junior: "Radiografia da literatura brasileira". Arkiverad 16 februari 2016 hämtat från the Wayback Machine. Bpp.pr.gov.br. Läst 21 september 2014. (portugisiska)
3. ↑  "A personagem do romance brasileiro contemporâneo: 1990-2004". Arkiverad 14 december 2007 hämtat från the Wayback Machine. Cronopios.com.br, 2007-05-03. Läst 21 september 2014. (portugisiska)
4. 1 2  "Grupo de estudos em literatura brasilieira contemporânea". Arkiverad 23 mars 2015 hämtat från the Wayback Machine. Gelbc.com.br. Läst 21 september 2014. (portugisiska)
5. ↑  O que resta da ditadura. Boitempo Editorial. p. 138. ISBN 978-85-7559-222-9.
6. ↑  Rosana Lobo (2010-10-20): "Resenha da nova obra da crítica Regina Dalcastagnè". Globo.com. Läst 21 september 2014. (portugisiska)
7. ↑  Alfredo Cesar Barbosa de Melo (2008). A (des)construcao do povo: Romance experimental e representacao do popular na literatura brasileira do seculo XX. ProQuest. pp. 150–. ISBN 978-1-109-22485-6.
8. ↑  "Professora Regina Dalcastagnè faz levantamento de personagens femininas na ficção brasileira". Apeoesp.org.br. Läst 21 september 2014. (portugisiska)